# 4-ig csak nyers
A Raw till 4 vagy 4-ig csak nyers elnevezés a vegán életmód egyik fajtájára utal. Délután 4 óráig csakis kizárólag nyers gyümölcsök, illetve zöldségek, 4 óra után pedig főtt, természetesen állati összetevőktől mentes ételek (leginkább burgonya, rizs, gluténmentes tészta) fogyasztása javasolt.
Az irányzat megalkotója, Leanne Ratcliffe (Freelee, a banánlány; szül: 1980.) ausztrál nyers vegán aktivista fogalmazta meg az étrend lényegi pontjait: [forrás?]
- Kizárólag növényi eredetű táplálék fogyasztása
- Nyers gyümölcs és zöldség délután 4 óráig
- 1000 - 10 000 kcal bevitele gyümölcsökből reggelire és ebédre
- Magas szénhidráttartalmú vacsora (burgonya, rizs, gluténmentes tészta)
- Napi zsírbevitel 10% alatt tartása
- Sóbevitel naponta maximum 10 000 mg
- Minél kevésbé feldolgozott ételek fogyasztása
- Lehetőségekhez mértén bio gyümölcsök és zöldségek felhasználása
- Egy héten egy nap tisztán nyers étkezés
- Kalóriaszámlálás mellőzése
- Csicseriborsó, bab, lencse kerülése
- Minimum 4 liter víz fogyasztása naponta
- Napi szinten testmozgás

Férfiaknak naponta minimum 3000 kcal, nőknek 2500 kcal bevitele javasolt.
A Raw till 4 többet jelent az étkezési szokások megváltoztatásánál. Tekintve, hogy a veganizmus egyik alfaja, elutasítja az állatok kizsákmányolását, lemészárlását, árucikként való felhasználását. Az irányzat közel 70%-ban a nyers vegán diéta alapelemeire támaszkodik. Ennek lényege, hogy semmit nem főznek 48 Celsius-fok fölé. A nyers vegán irányzat támogatói szerint a főzéssel átalakul a táplálék molekuláris szerkezete és a magas hőfok miatt az értékes tápanyagok elvesznek. A főtt étel kevésbé emészthető, a szervezet nem tudja teljes egészében feldolgozni, valamint toxikus anyagok keletkezhetnek a lebontó folyamatok következtében. Ezzel szemben a természetes, nyers ételek teljesen feldolgozhatók.

## Fehérje
Az ember fehérjeszükséglete a hiedelmekkel ellentétben nagyon alacsony. A nagyobb problémát a túlzott proteinfogyasztás jelentheti, ami megterhelő a májra, hiszen a lebontófolyamatok során toxikus anyagok keletkeznek. Az embernek csecsemőkorban van a legnagyobb szüksége fehérjére, amit az anyatejből kap meg. Fontos azonban tudni, hogy ez sem tartalmaz 1-6%-nál több fehérjét (a mennyisége a csecsemő korától és szükségleteitől függ). Egy felnőtt ember fehérjeszükséglete 0,8-1 gramm fehérje testsúlytömegenként. A sportolók, terhes nők szükséglete természetesen magasabb. Tehát a kiegyensúlyozott vegán táplálkozás és elegendő kalóriabevitel mellett szinte lehetetlen a túl kevés protein fogyasztása. Előny az állati eredetű fehérjékkel szemben, hogy a növényi protein rostban és komplex szénhidrátokban gazdag.[1] Növényi fehérjeforrás például a szója és szójakészítmények, a bab és egyéb hüvelyesek, a kinoa, a zabpehely, az articsóka, a mandula, a spenót, a brokkoli és a csicseriborsó.

### Egyéb tápanyagok
A fehérjén kívül a kalciumra, a B12-vitaminra, a vasra és más tápanyagokra is igaz, hogy egyiket sem szabad túlzásba vinni. Abban az esetben, ha az ember kiegyensúlyozott vegán étrendet követ, elegendő kalóriát visz be a szervezetébe, minden szükséges tápanyaghoz hozzájut étrendkiegészítők szedése nélkül is.